# Вищі навчальні заклади Білорусі

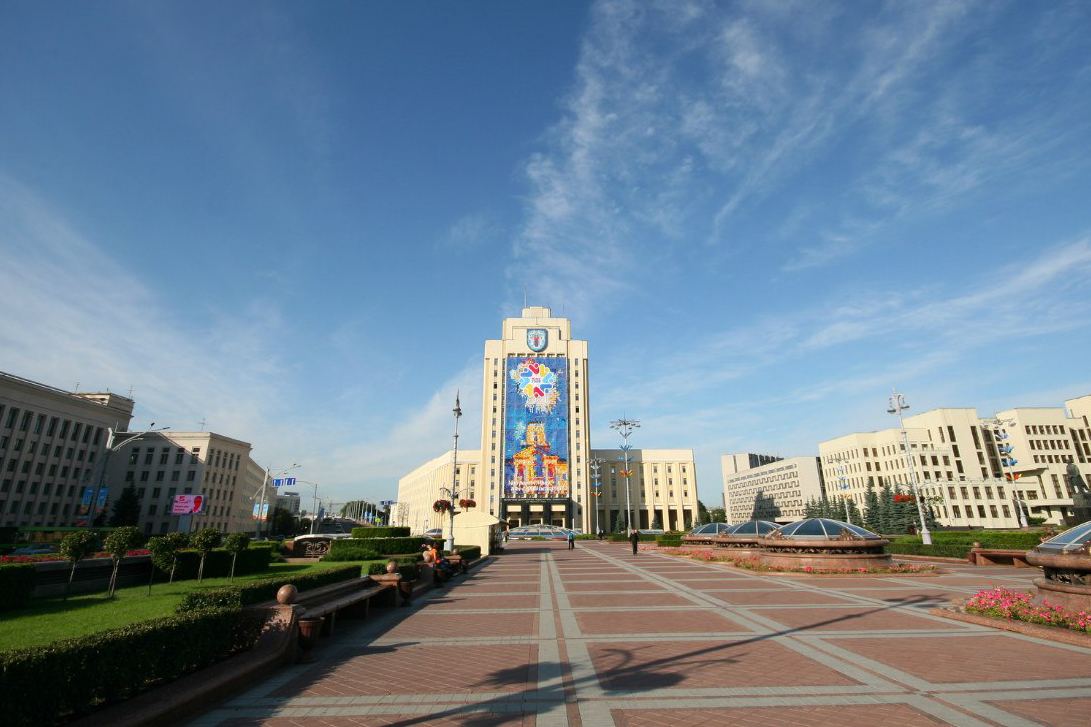
Білоруський державний педагогічний університет імені Максима Танка

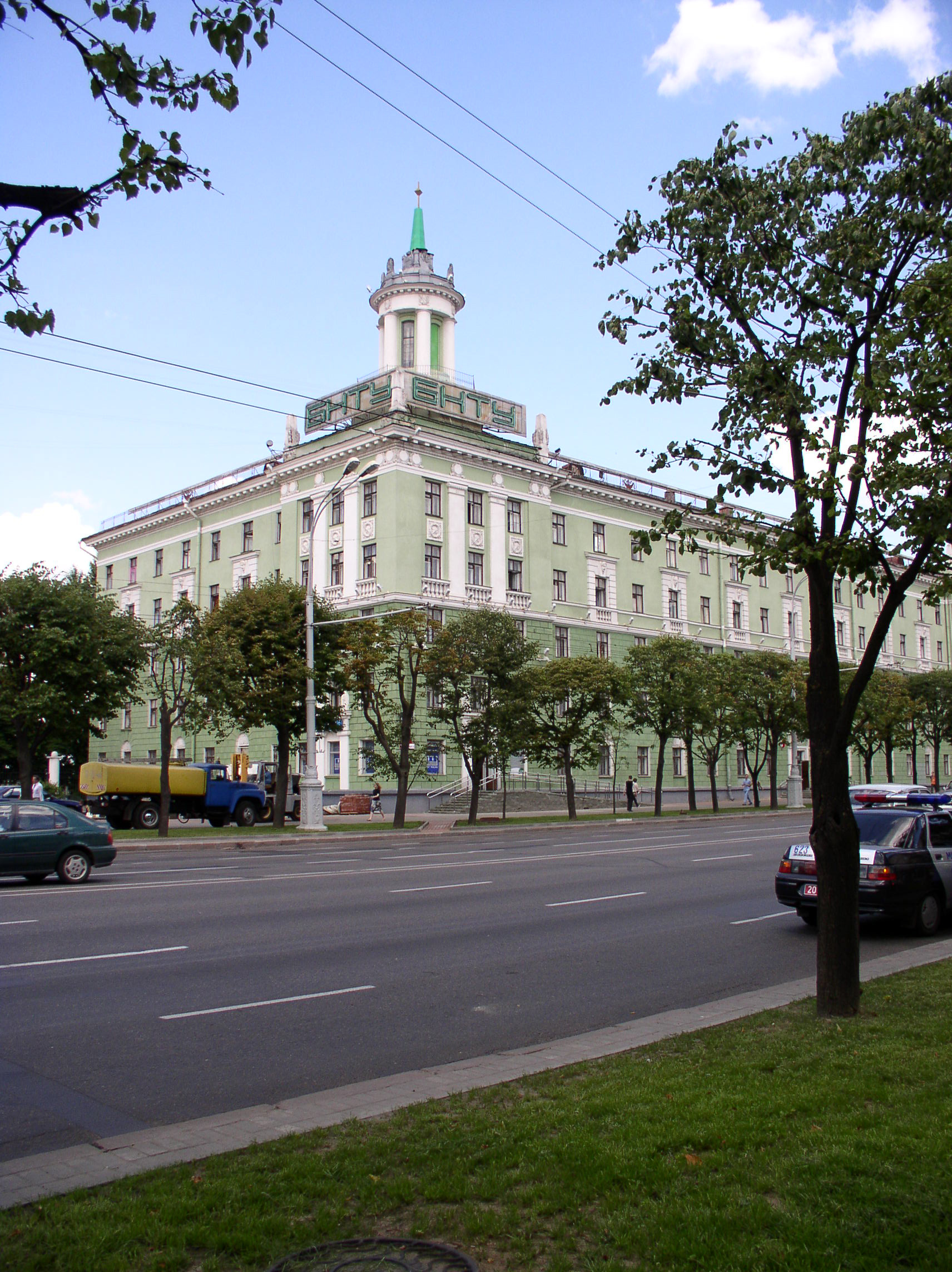
Білоруський національний технічний університет

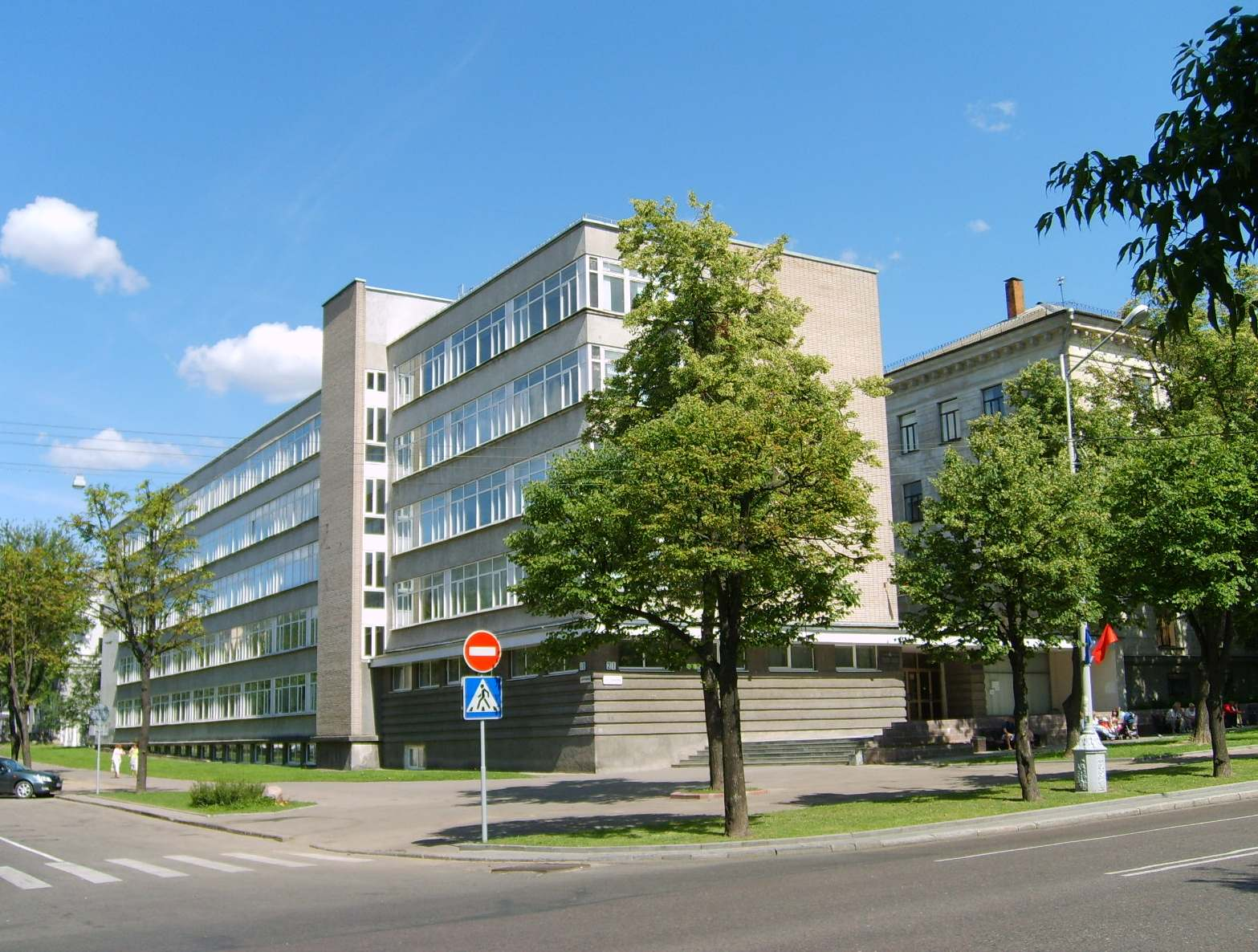
Мінський державний лінгвістичний університет

На 2011 рік вищу освіту в Білорусі можна було здобути у 45 закладах державної форми власності та 10 закладах приватної форми власності.
У 2012 році в Білорусі було 445,6 тисяч студентів (з них 11 561 — іноземці), що навчалися у 55 ВНЗ.

## Брестська область
- Барановицький державний університет
- Брестський державний технічний університет
- Брестський державний університет
- Поліський державний університет

## Вітебська область
- Вітебська державна академія ветеринарної медицини
- Вітебський державний медичний університет
- Вітебський державний технологічний університет
- Вітебський державний університет
- Полоцький державний університет

## Гродненська область

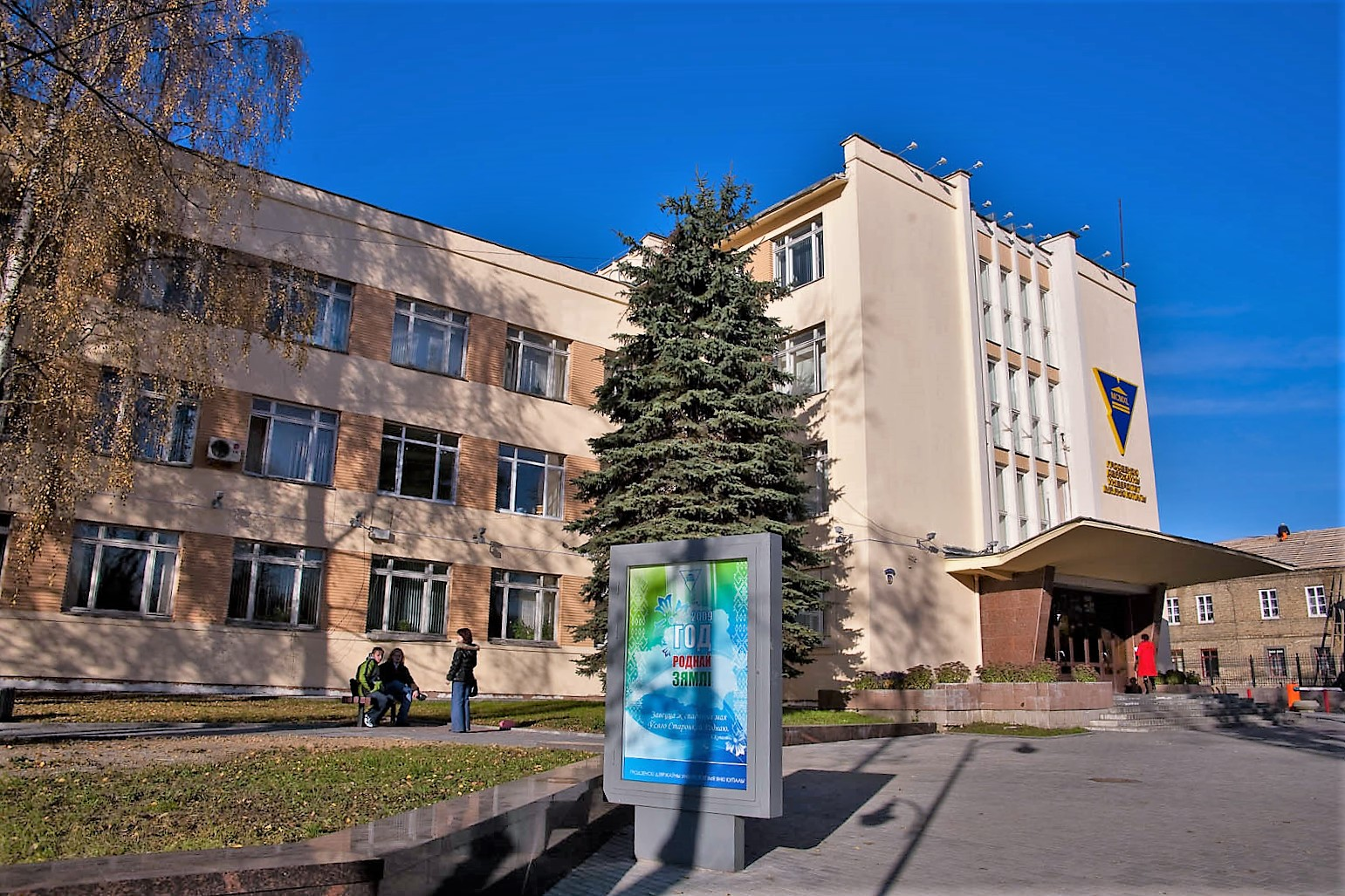
Гродненський державний університет імені Янки Купали

- Гродненський державний аграрний університет
- Гродненський державний медичний університет
- Гродненський державний університет імені Янки Купали

## Гомельська область
- Білоруський державний університет транспорту
- Білоруський торгово-економічний університет споживчої кооперації
- Гомельський державний медичний університет
- Гомельський державний технічний університет
- Гомельський державний університет імені Франциска Скорини
- Гомельський інженерний інститут МНС Республіки Білорусь
- Мозирський державний педагогічний університет

## Могильовська область
- Білорусько-російський університет
- Могильовський державний університет продовольства
- Могильовський державний університет імені Аркадія Кулешова
- Білоруська державна сільськогосподарська академія

## Мінськ
- Академія Міністерства внутрішніх справ Республіки Білорусь
- Академія управління при президенті Республіки Білорусь
- Білоруський державний університет інформатики і радіоелектроніки
- Білоруський інститут правознавства

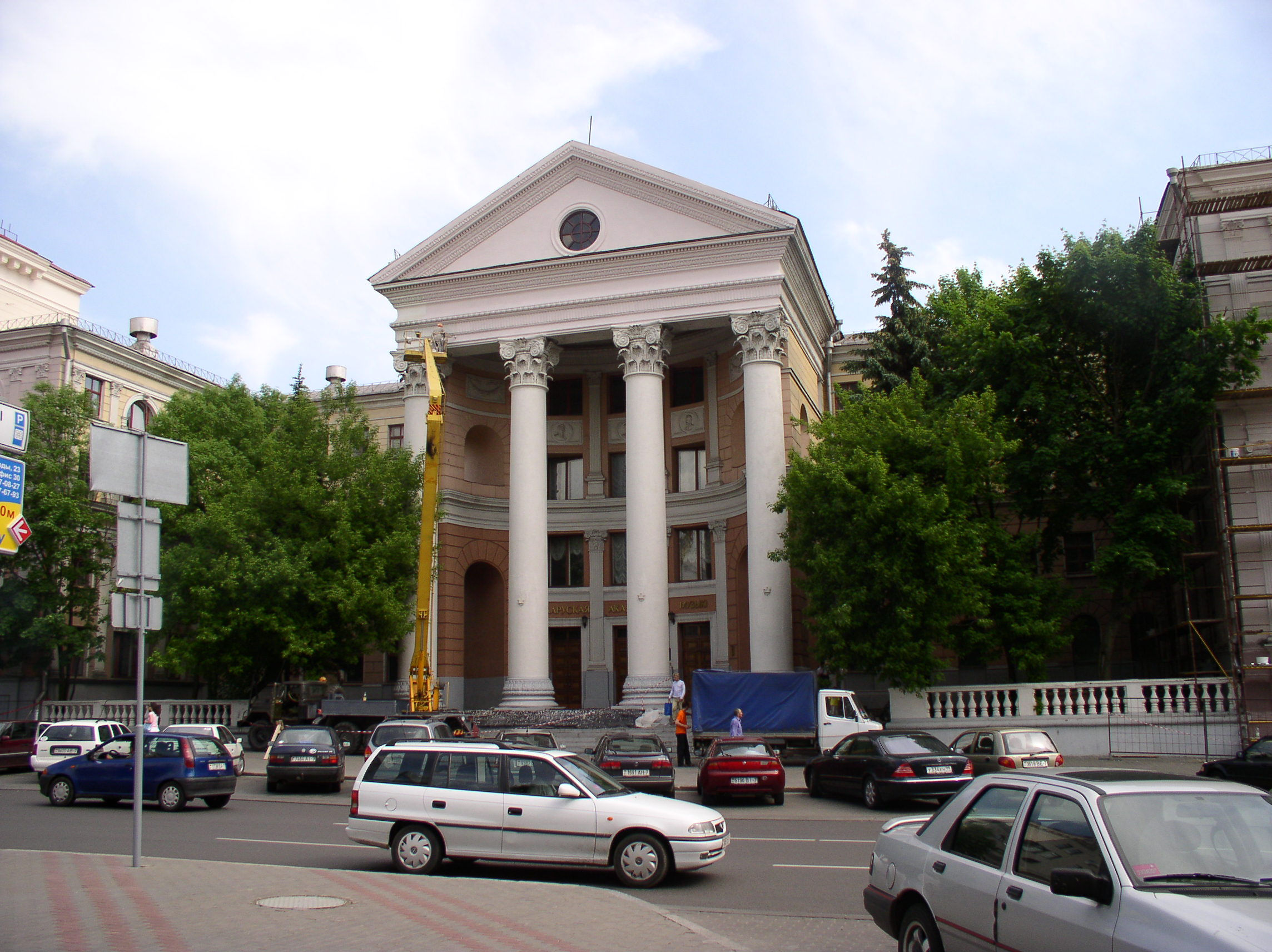
Білоруська державна академія музики

- Білоруська державна академія мистецтв

- Білоруська державна академія музики
- Білоруський державний університет
- Білоруський державний педагогічний університет імені Максима Танка
- Білоруський державний аграрний технічний університет
- Білоруський державний медичний університет
- Білоруський державний технологічний університет
- Білоруський державний університет культури і мистецтв
- Білоруський державний університет фізичної культури
- Білоруський державний економічний університет
- Білоруський національний технічний університет
- Військова академія Республіки Білорусь
- Мінський Інститут парламентаризму і підприємництва
- Мінський Інститут підприємницької діяльності
- Мінський Інститут сучасних знань
- Інститут командно-інженерного складу МНС РБ
- Міжнародний гуманітарно-економічний інститут
- Міжнародний інститут трудових і соціальних відносин
- Мінський державний лінгвістичний університет
- Мінський інститут управління
- Російський державний соціальний університет (філія в Мінську)
- Російський економічний університет імені Плеханова (філія в Мінську)
- Приватний інститут управління і підприємництва